# کیم جون-هنگ
این یک نام کره‌ای است؛ نام خانوادگی کیم است.
کیم جون-هنگ (انگلیسی: Kim Jun-hong؛ زادهٔ ۳ ژوئن ۲۰۰۳) بازیکن فوتبال است.
وی همچنین در تیم‌های ملی فوتبال زیر ۱۷ سال کره جنوبی و تیم ملی فوتبال زیر ۲۰ سال کره جنوبی بازی کرده‌است.